# Zona crepusculară (serial din 2002)
„Călătoriți într-o altă dimensiune... o dimensiune nu doar a audio-vizualului ci o dimensiune a minții! O călătorie într-un ținut minunat ale cărui granițe sunt doar limitele imaginației. Intrați acum în Zona crepusculară”—Începutul fiecărui episod al serialului
Zona crepusculară (The Twilight Zone) este un serial TV din 2002 bazat pe serialul TV omonim din anii 1950-60 produs de Rod Serling. A avut doar un sezon. Actorul Forest Whitaker și-a asumat rolul lui Serling de narator și gazdă.

## Lista episoadelor
Aceasta este lista episoadelor din Zona crepusculară (serial TV din 2002). Primul episod a avut premiera TV la 18 septembrie 2002 în rețeaua United Paramount Network (UPN) iar ultimul episod (al 44-lea) la 21 mai 2003. Fiecare episod are 44 de minute.

### Sezonul 1
1. "Evergreen"
2. "One Night at Mercy"
3. "Shades of Guilt"
4. "Dream Lover"
5. "Cradle of Darkness"
6. "Night Route"
7. "Time Lapse"
8. "Dead Man's Eyes"
9. "The Pool Guy"
10. "Azoth the Avenger Is a Friend of Mine"
11. "The Lineman" p.1
12. "The Lineman" p.2
13. "Harsh Mistress"
14. "Upgrade"
15. "To Protect and Serve"
16. "Chosen"
17. "Sensuous Cindy"
18. "Hunted"
19. "Mr. Motivation"
20. "Sanctuary"
21. "Future Trade"
22. "Found and Lost"
23. "Gabe's Story"
24. "Last Lap"
25. "The Path"
26. "Fair Warning"
27. "Another Life"
28. "Rewind"
29. "Tagged"
30. "Into the Light"
31. "It's Still a Good Life"
32. "The Monsters Are on Maple Street"
33. "Memphis"
34. "How Much Do You Love Your Kid?"
35. "The Placebo Effect"
36. "Cold Fusion"
37. "The Pharaoh's Curse"
38. "The Collection"
39. "Eye of the Beholder"
40. "Developing"
41. "The Executions of Grady Finch"
42. "Homecoming"
43. "Sunrise"
44. "Burned"

## Lansare DVD
Serialul complet a fost lansat pe DVD de către New Line Cinema într-un pachet de șase discuri la 7 septembrie 2004. Episoadele sunt prezentate în ordinea producției, nu în cea a premierei TV.